# Kıbrıscık
Kıbrıscık là một huyện thuộc tỉnh Bolu, Thổ Nhĩ Kỳ. Huyện có diện tích 653 km² và dân số thời điểm năm 2007 là 3932 người, mật độ 6 người/km².